# Equitazione ai II Giochi del Mediterraneo
Le competizioni di equitazione ai II Giochi del Mediterraneo si sono svolte organizzate in due gare per un totale di sei medaglie da assegnare.
Per questo sport sono state organizzate le seguenti prove:
- Individuale salto ad ostacoli
- A squadre salto ad ostacoli

## Risultati
| Evento         | Oro                  | Argento     | Bronzo                    |
| Salto ostacoli |                      |             |                           |
| Individuale    | Carlos Lopez Quesada | Guy Lefrant | Marquis Lorenzo de Medici |
| A squadre      | Italia               | Spagna      | Francia                   |

## Medagliere
| Posizione | Paese   |   |   |   | Totale |
| --------- | ------- | - | - | - | ------ |
| 1         | Spagna  | 1 | 1 | 0 | 2      |
| 2         | Italia  | 1 | 0 | 1 | 2      |
| 3         | Francia | 0 | 1 | 1 | 2      |
| Totale    | Totale  | 2 | 2 | 2 | 6      |